# Еммувере
Е́ммувере (ест. Emmuvere küla) — село в Естонії, у волості Рідала повіту Ляенемаа.

## Населення
Чисельність населення на 31 грудня 2011 року становила 5 осіб.

## Історія
З 1998 року село відновлено як окремий населений пункт.